# 2015-ös cannes-i fesztivál
A 68. cannes-i fesztivált 2015. május 13. és 24. között került megrendezésre. Ez évben – a cannes-i fesztiválok történetében először – két fő töltötte be a nagyjátékfilmek zsűrielnöki posztját: az 1991-es fesztiválon Arany Pálmát nyert, és a rendezvényre azóta is rendre visszatérő amerikai filmes testvérpár, Joel és Ethan Coen. A fivérek külön-külön szavazati joggal rendelkeztek. A megnyitó és záróesemények ceremóniamestere ez évben is Lambert Wilson színész volt.
A hivatalos versenyben való részvételre az előzetes jelentkezéseket nagyjátékfilmek esetében 2015. március 10-ig, rövidfilmek esetében pedig március 3-ig lehetett leadni. A hivatalos válogatás versenyfilmjeinek listáját április 16-án, a Kritikusok Hete válogatását április 20-án, míg a Rendezők Kéthete szekciókba meghívott alkotásokét egy nappal később hozták nyilvánosságra.
A fesztiválszervezők tájékoztatása szerint a filmválogató bizottságok 2014 augusztusától összesen 1854 alkotást tekintettek meg, melynek eredményeként a versenyprogramban 19 nagyjátékfilm és 9 rövidfilm szerepelt; az Un certain regard szekcióba 19, a Cinéfondation keretében 18, míg versenyen kívül 5 új alkotást hívtak meg. A különféle tematikus vetítések  keretében további 30 filmet tekinthettek meg a fesztivállátogatók. A párhuzamos rendezvények Kritikusok Hete szekciójában 7 nagyjátékfilmet, 10 rövidfilmet, valamint a különleges előadások keretében további 4 alkotást mutattak be; a Rendezők Kéthete szekcióban pedig 17 nagyjátékfilm, valamint 11 alternatív és fikciós kisfilm vetítésére került sor.

## A 2015-ös fesztivál
A 68. fesztivált hivatalosan Julianne Moore Oscar-díjas amerikai színésznő nyitotta meg. A rendezvénysorozat nyitófilmje egy francia rendezőnő, Emmanuelle Bercot Fel a fejjel, Danbé című, versenyen kívül vetített dokumentarista romantikus drámája volt, Catherine Deneuve és Benoît Magimel főszereplésével. Zárófilmként az Oscar-díjas Pingvinek vándorlása alkotójának, Luc Jacquet-nek legújabb, a környezet- és klímaváltozással foglalkozó egész estés dokumentumfilmjét vetítették, Ég és jég között címmel.
A Un certain regard zsűrielnöke Isabella Rossellini amerikai színésznő volt, míg a Cinéfondation és a versenyprogram rövidfilmjeinek zsűrielnökének a szervezők a Timbuktu című alkotásával 2015-ben Oscar-díjra jelölt Abderrahmane Sissako mauritániai filmrendezőt választották. Az Arany kameráért versengő 23 versenyfilmet (melyből 3 fiatal rendezőnők alkotása), a Sabine Azéma francia színésznő által vezetett zsűri értékelte.
Az Arany Pálmát a francia Jacques Audiard Dheepan – Egy menekült története című, egy tamil menekült franciaországi viszontagságait feldolgozó filmdrámája nyerte el. A fesztivál nagydíját Nemes Jeles László vehette át Saul fia című filmdrámájáért; a film további három díjat is elhozott Cannes-ból. A zsűri díját a görög Jórgosz Lantimosz A homár című filmje kapta. A legjobb rendezés díja a kínai Hou Hsziao-hszien (Hou Hsiao-hsien) filmrendezőé lett Nie jin niang (Nie yin niang) című harcművészeti filmjéért. A legjobb forgatókönyv díját  Chronic  című filmdrámájáért az amerikai Michel Franco vette át. A legjobb női alakítás díját megosztva kapta a francia Emmanuelle Bercot (Szerelmem) és az amerikai Rooney Mara (Carol), a legjobb színész pedig a francia Vincent Lindon (Mennyit ér egy ember?) lett. Az Arany Kamerát a Kritikusok Hete szekcióban bemutatkozott kolumbiai César Augusto Acevedo vehette át, La tierra y la sombra című filmjéért.
A fesztivál díszvendége a Franciaországban élő görög filmrendező, Costa-Gavras volt. Az Eltűntnek nyilvánítva című filmdrámájával 1982-ben Arany Pálmát nyert művész jelenlétében vetítették le a 2K felbontásban képenként restaurált, majd 4K sztenderddel digitalizált, 1969-ben zsűri nagydíját nyert Z, avagy egy politikai gyilkosság anatómiája című alkotását. Három filmjének és két róla szóló dokumentumfilm levetítésével a rendezvény alkalmat adott Orson Welles 100. születésnapjának, az ugyancsak 100 éve született Ingrid Bergman, valamint a kinematográf feltalálásának és a Gaumont francia filmvállalat alapításának 120. évfordulójának megünneplésére, az „afrikai filmművészet atyjának” tekintett szenegáli filmkészítő, Ousmane Sembène munkásságának méltatására, továbbá arra, hogy – lányának köszönhetően – egy ez ideig nem vetített filmjének bemutatásával megemlékezzenek a közelmúltban, 107 éves korában elhunyt portugál rendező, Manoel de Oliveirára .
A fesztivál záróeseményén, a filmes seregszemle történetében első alkalommal, egy rendezőnő, Agnès Varda vehette át a Tiszteletbeli Arany Pálmát Jane Birkintől, mely elismerést azon rendezők kaphatnak meg, akik – noha kivételes életművük azt indokolná – soha sem nyerték el a cannes-i fődíjat.
 2010 után ez évben ismét volt Arany Pálmára jelölt magyar alkotás: meghívást kapott a hivatalos versenyprogramba Nemes Jeles László Saul fia című filmdrámája s mivel elsőfilmes rendezőről van szó, az alkotás részt vett az Arany Kameráért folyó versenyben is. Négy díj elnyerésével a versenyfilm jól szerepelt Cannes-ban. A rendezvény Cannes-i klasszikusok szekciójában a Magyar Nemzeti Filmalap és a Magyar Nemzeti Digitális Archívum és Filmintézet bemutathatta Jancsó Miklós 35 mm-es negatívról 2K kép- és hangrestauráláson majd digitalizáláson átesett filmdrámáját, az 1966-os fesztiválon már vetített versenyfilmjét, a Szegénylegényeket. Ugyancsak e szekcióban mutatták be Korda Sándor 1931-ben Marcel Pagnol regénye alapján Párizsban forgatott Marius című filmdrámájának restaurált és digitalizált változatát. Értékesnek talált filmtervével meghívást kapott Cannes-ba a kassai születésű Kristóf György, akinek a magyar-szlovák koprodukcióban, cseh és francia partnerek bevonásával készülő első nagyjátékfilmje, az Out elkészítésében – nemzetközi kapcsolatok kiépítése, szponzorkeresés stb. – a Cinéfondation Műhelye nyújt segítséget.
A hivatalos válogatás plakátján fehér háttér előtt Ingrid Bergman mosolygó arca látható; ezzel állítva emléket Alfred Hitchcock, Roberto Rossellini és Ingmar Bergman száz éve született ikonikus színésznőjének, aki „a szabadság, a merészség és a modernség szinonimája” volt, egyszerre hollywoodi filmcsillag és a neorealizmus hiteles figurája.

## Zsűri

### Versenyprogram
- Joel és Ethan Coen filmrendezők –  Amerikai Egyesült Államok – a zsűri társelnökei
- Xavier Dolan filmrendező, forgatókönyvíró, színész és producer –  Kanada
- Jake Gyllenhaal színész –  Amerikai Egyesült Államok
- Sophie Marceau színésznő, filmrendező –  Franciaország
- Sienna Miller színésznő –  Egyesült Királyság
- Rossy de Palma színésznő –  Spanyolország
- Guillermo del Toro filmrendező, forgatókönyvíró, producer –  Mexikó
- Rokia Traoré zeneszerző, szövegíró –  Mali

### Cinéfondation és rövidfilmek
- Abderrahmane Sissako filmrendező –  Mauritánia – a zsűri elnöke
- Cécile de France – színésznő  Belgium
- Joana Hadjithomas – filmkészítő  Libanon
- Daniel Olbrychski – színész  Lengyelország
- Rebecca Zlotowski – filmrendező  Franciaország

### Un Certain Regard
- Isabella Rossellini színésznő –  Amerikai Egyesült Államok – a zsűri elnöke
- Haifaa Al-Mansour – filmrendező  Szaúd-Arábia
- Panos H. Koutras – filmkészítő  Görögország
- Nadine Labaki – filmrendező  Libanon
- Tahar Rahim – színész  Franciaország

### Arany Kamera
- Sabine Azéma színésznő –  Franciaország – a zsűri elnöke
- Claude Garnier operatőr –  Franciaország
- Delphine Gleize filmrendező –  Franciaország
- Yann Gonzalez színész, rendező –  Franciaország
- Didier Huck, a FICAM képviselője[18] –  Franciaország
- Bernard Payen filmkritikus –  Franciaország
- Melvil Poupaud színész –  Franciaország

## Hivatalos válogatás

### Nagyjátékfilmek versenye
- Carol – rendező: Todd Haynes
- Chronic – rendező: Michel Franco
- Dheepan (Dheepan – Egy menekült története) – rendező: Jacques Audiard
- La giovinezza (Ifjúság) – rendező: Paolo Sorrentino
- La loi du marché (Mennyit ér egy ember?)  – rendező: Stéphane Brizé
- Louder than Bombs (Hétköznapi titkaink) – rendező: Joachim Trier
- Macbeth – rendező: Justin Kurzel
- Marguerite et Julien – rendező: Valérie Donzelli
- Mia madre – rendező: Nanni Moretti
- Mon roi (Szerelmem) – rendező: Maïwenn
- Nie jin niang (聶隱娘, Nie yin niang) – rendező: Hou Hsziao-hszien (Hou Hsiao-hsien)
- San ho ku zsen (山河故人, Shan he gu ren) – rendező: Csia Csang-ko (Jia Zhang-ke)
- Saul fia – rendező: Nemes Jeles László
- Sicario (Sicario – A bérgyilkos) – rendező: Denis Villeneuve
- The Lobster (A homár) – rendező: Jórgosz Lantimosz
- The Sea of Trees – rendező: Gus Van Sant
- Il racconto dei racconti – rendező: Matteo Garrone
- Umimacsi diary – rendező: Koreeda Hirokazu
- Valley of Love – rendező: Guillaume Nicloux

### Nagyjátékfilmek versenyen kívül
- Inside Out (Agymanók) [19] – rendező: Pete Docter és Ronaldo Del Carmen
- Irrational Man (Abszurd alak) – rendező: Woody Allen
- La tête haute [20] (Fel a fejjel, Danbé) – rendező: Emmanuelle Bercot
- Mad Max: Fury Road (Mad Max – A harag útja)  – rendező: George Miller
- The Little Prince (A kis herceg) – rendező: Mark Osborne

#### Cannes-i klasszikusok

##### Restaurált kópiák
- Ascenseur pour l’échafaud (Felvonó a vérpadra) – rendező: Louis Malle
- Citizen Kane (Aranypolgár) – rendező: Orson Welles
- Добро пожаловать, или Посторонним вход воспрещён (Hurrá, nyaralunk!) – rendező: Elem Germanovics Klimov
- Dzsingi naki tatakai (Yakuzák háborúja) – rendező: Fukaszaku Kindzsi
- Hszia nü (俠女, Xia Nü) – rendező: King Hu
- Insiang (Az anya, a lány és a szerető) – rendező: Lino Brocka
- La Historia Oficial (A hivatalos változat) – rendező: Luis Puenzo
- La noire de… – rendező: Ousmane Sembène
- Les ordres (Parancsok) – rendező: Michel Brault
- Les yeux brûlés – rendező: Laurent Roth
- Lumière ! – rendező: Louis Lumière
- Marius – rendező: Korda Sándor
- More – rendező: Barbet Schroeder
- Panique (Pánik) – rendező: Julien Duvivier
- Rocco e i suoi fratelli (Rocco és fivérei) a cenzúrázott jelenetekkel kiegészítve – rendező: Luchino Visconti
- Sur (Dél) – rendező: Fernando Ezequiel Solanas
- Szegénylegények – rendező: Jancsó Miklós
- The Lady From Shanghai (A sanghaji asszony) – rendező: Orson Welles
- The Third Man (A harmadik ember) – rendező: Carol Reed
- Visita ou Memórias e Confissões – rendező: Manoel de Oliveira
- Z (Z, avagy egy politikai gyilkosság anatómiája) – rendező: Costa-Gavras
- Zangiku monogatari (Az utolsó krizantém története) – rendező: Mizogucsi Kendzsi

##### Strandmozi
- Hibernatus (Heves jeges) – rendező: Édouard Molinaro
- Hôtel du Nord (Külvárosi szálloda) – rendező: Marcel Carné
- Иван Грозный (Rettegett Iván  I–II) – rendező: Szergej Mihajlovics Eisenstein
- Joe Hill (Joe Hill balladája) – rendező: Bo Widerberg
- Jurassic Park 3D – rendező: Steven Spielberg
- Le Grand Blond avec une chaussure noire (Magas szőke férfi felemás cipőben) – rendező: Yves Robert
- Ran (Káosz) – rendező: Kuroszava Akira
- Terminator (Terminátor – A halálosztó) – rendező: James Cameron
- The Usual Suspects (Közönséges bűnözők) – rendező: Bryan Singer

##### A filmművészettel kapcsolatos rövid- és dokumentumfilmek
- By Sidney Lumet – rendező: Nancy Buirski
- Depardieu grandeur nature – rendező: Richard Melloul
- Harold and Lillian : a Hollywood Love Story – rendező: Daniel Raim
- Hitchcock / Truffaut – rendező: Jones Kent
- Jag är Ingrid – rendező: Stig Björkman
- La Légende de la Palme d’or – rendező: Alexis Veller
- Orson Welles, Autopsie d’une légende – rendező: Elisabeth Kapnist
- Sembene ! – rendező: Samba Gadjigo, Jason Silverman
- Steve McQueen : The Man & Le Mans – rendező: Gabriel Clarke, John McKenna
- This is Orson Welles – rendező: Clara Kuperberg, Julia Kuperberg

#### Éjféli előadások
- Amy (Amy – Az Amy Winehouse-sztori) – rendező: Asif Kapadia
- Love (Szerelem) – rendező: Gaspar Noé
- Ophiszu (오피스, Opiseu) – rendező: Hong Voncshan (홍원찬, Hong Won-Chan)

#### Különleges előadások
- Amnesia – rendező: Barbet Schroeder
- Asphalte (Lépcsőházi történetek) – rendező: Samuel Benchetrit
- A Tale of Love and Darkness – rendező: Natalie Portman
- Enragés – rendező: Eric Hannezo
- Hayored lema'ala (Haifai kikötő) – rendező: Elad Keidan
- Oka – rendező: Souleymane Cisse
- Panama – rendező: Pavle Vuckovic
- Une histoire de fou – rendező: Robert Guédiguian

### Un Certain Regard
- Alias Maria – rendező: José Luis Rugeles
- An [21] – rendező: Kavasze Naomi
- Chauthi Koot – rendező: Gurvinder Singh
- Comoara (A kincs) – rendező: Corneliu Porumboiu
- Hrútar (Kosok) – rendező: Grímur Hákonarson
- Je suis un soldat – rendező: Laurent Larivière
- Kisibe no tabi – rendező: Kuroszava Kijosi
- Lamb (Bárány) – rendező: Yared Zeleke
- Las Elegidas – rendező: David Pablos
- Madonna (마돈나, Madonna) – rendező: Szhin Szuvon (신수원, Shin Su-won)
- Maryland – rendező: Alice Winocour
- Masaan – rendező: Neeraj Ghaywan
- Muruhan (무뢰한, Mu-Roe-Han) – rendező: Oh Szungug (오승욱, Oh Seung-Uk)
- Nahid – rendező: Ida Panahandeh
- Rak ti Khon Kaen (Ragyogó nekropolisz)[22] – rendező: Apichatpong Weerasethakul
- Taklub – rendező: Brillante Mendoza
- The other side – rendező: Roberto Minervini
- Un etaj mai jos (Az alsó szomszéd) – rendező: Radu Muntean
- Zvizdan – rendező: Dalibor Matanić

### Rövidfilmek versenye
- Ave Maria – rendező: Basil Khalil
- Copain – rendező: Jan Roosens, Raf Roosens
- Le repas dominical – rendező: Céline Devaux
- Love Is Blind – rendező: Dan Hodgson
- Patriot – rendező: Eva Riley
- Presente imperfecto – rendező: Iair Said
- Sali – rendező: Ziya Demirel
- The Guests – rendező: Shane Danielsen
- Waves ’98 – rendező: Ely Dagher

### Cinéfondation
- 14 steps – rendező: Makszim Savkin (Moszkovszkaja Skola Novogo Kino  Oroszország)
- Abwesend – rendező: Eliza Petkova (Deutsche Film- und Fernsehakademie Berlin,  Németország)
- Ainahan ne palaa – rendező: Salla Sorri (Aalto-yliopisto, Taiteiden ja suunnittelun korkeakoulu, Elokuvataiteen ja lavastustaiteen laitos  Finnország)
- Anfibio – rendező: Héctor Silva Núñez (Escuela Internacional de Cine y TV,  Kuba)
- Asara rehovot mea etsim – rendező: Miki Polonski (Minshar for Art, School and Center,  Izrael)
- El ser magnético – rendező: Mateo Bendesky (Universidad del Cine,  Argentína)
- Het Paradijs – rendező: Laura Vandewynckel (RITS School of Arts Brussels  Belgium)
- Kostargah – rendező: Behzad Aazadi (Tehran University of Art,  Irán)
- Leonardo – rendező: Félix Hazeaux, Thomas Nitsche, Edward Noonan, Franck Pina Raphaëlle Plantier (École du film d'animation et de l'image de synthèse à Arles (MOPA),  Franciaország)
- Les chercheurs – rendező: Aurélien Peilloux (La Fémis,  Franciaország)
- Locas perdidas – rendező: Ignacio Juricic Merillán (Carrera de Cine y Televisión de la Universidad de Chile  Chile)
- Manoman – rendező: Simon Cartwright (National Film and Television School,  Egyesült Királyság)
- Retriever – rendező: Tomáš Klein, Tomáš Merta (Filmová a televizní fakulta Akademie múzických umění v Praze,  Csehország)
- Share – rendező: Pippa Bianco (American Film Institute's Directing Workshop for Women,  Amerikai Egyesült Államok)
- Tsunami – rendező: Sofie Kampmark (The Animation Workshop,  Dánia)
- Victor XX – rendező: Ian Garrido López (Escuela Superior de Cine y Audiovisuales de Cataluña (ESCAC)  Spanyolország)
- Vozvrascsenie Erkina – rendező: Maria Guszkova (Viszsie kurszi Szcenarisztov i Rezsisszerov,  Oroszország)
- Zsi kuang cse hszia (日光之下, Ri guang zhi xia) – rendező: Jang Csiu (Yang Qiu) (Victorian College of the Arts University of Melbourne,  Ausztrália)

## Párhuzamos rendezvények

### Kritikusok Hete

#### Nagyjátékfilmek
- Dégradé – rendező: Mohammed Abou Nasser és Tarzan Nasser
- Krisha – rendező: Trey Edward Shults
- La patota [23] – rendező: Santiago Mitre
- La tierra y la sombra – rendező: César Augusto Acevedo
- Mediterranea (Mediterráneum) – rendező: Jonas Carpignano
- Ni le ciel ni la terre – rendező: Clément Cogitore
- Sleeping Giant – rendező: Andrew Cividino

#### Rövidfilmek
- Alles Wird Gut – rendező: Patrick Vollrath
- Boys – rendező: Isabella Carbonell
- Command Action – rendező: João Paulo Miranda
- Jeunesse des loups-garous – rendező: Yann Delattre
- La fin du dragon – rendező: Marina Diaby
- Love Comes Later – rendező: Sonejuhi Sinha
- Ramona – rendező: Andrei Cretulescu
- The Fox Exploits the Tiger’s Might – rendező: Lucky Kuswandi
- Too Cool for School – rendező: Kevin Phillips
- Varicella – rendező: Fulvio Risuleo

#### Külön előadások
- Cshainataun (차이나타운, Chainatawoon) [24] – rendező: Han Dzsunhi (한준희, Han Jun-hee)
- La vie en grand [25] – rendező: Mathieu Vadepied
- Les anarchistes [26] – rendező: Elie Wajeman
- Les deux amis (Két barát) – rendező: Louis Garrel

### Rendezők Kéthete

#### Nagyjátékfilmek
- A Perfect Day (Egy tökéletes nap) – rendező: Fernando León de Aranoa
- Allende, mi abuelo Allende – rendező: Marcia Tambutti
- As mil e uma noites – rendező: Miguel Gomes
- Dope (Kábszer) [27] – rendező: Rick Famuyiwa
- Efterskalv – rendező: Magnus von Horn
- El abrazo de la serpiente (A kígyó ölelése) – rendező: Ciro Guerra
- Fatima – rendező: Philippe Faucon
- Gokudou daiszenszou [28] (Jakuza apokalipszis) – rendező: Miike Takasi
- Green Room (Zöld szoba) – rendező: Jeremy Saulnier
- Le tout nouveau testament (Legújabb testamentum) – rendező: Jaco Van Dormael
- Les cowboys (Cowboyok) – rendező: Thomas Bidegain
- L'ombre des femmes [29] – rendező: Philippe Garrel
- Much Loved – rendező: Nabil Ayouch
- Mustang – rendező: Deniz Gamze Ergüven
- Peace to Us in Our Dreams – rendező: Sharunas Bartas
- Songs My Brothers Taught Me – rendező: Chloé Zhao
- Trois souvenirs de ma jeunesse (Fiatal éveim) – rendező: Arnaud Desplechin

#### Rövidfilmek
- Bleu tonnerre – rendező: Jean-Marc E. Roy és Philippe David Gagné
- Calme ta joie – rendező: Emmanuel Laskar
- El pasado roto – rendező: Martín Morgenfeld és Sebastián Schjaer
- Kung Fury – rendező: David Sandberg
- Pitchoune – rendező: Reda Kateb
- Provas, Exorcismos – rendező: Susana Nobre
- Pueblo – rendező: Elena Lopez Riera
- Quelques secondes – rendező: Nora El Hourch
- Quintal – rendező: André Novais Oliveira
- Rate Me – rendező: Fyzal Boulifa
- The Exquisite Corpus – rendező: Peter Tscherkassky

## Díjak

### Nagyjátékfilmek
- Arany Pálma: Dheepan (Dheepan – Egy menekült története) – rendező: Jacques Audiard
- Nagydíj: Saul fia – rendező: Nemes Jeles László
- A zsűri díja: The Lobster (A homár) – rendező: Jórgosz Lantimosz
- Legjobb rendezés díja: Hou Hsziao-hszien (Hou Hsiao-hsien) – Nie jin niang (聶隱娘, Nie yin niang)
- Legjobb női alakítás díja (megosztva):
  - Emmanuelle Bercot – Mon roi (Szerelmem) – rendező: Maïwenn
  - Rooney Mara – Carol – rendező: Todd Haynes
- Legjobb férfi alakítás díja: Vincent Lindon – La loi du marché (Mennyit ér egy ember?) – rendező: Stéphane Brizé
- Legjobb forgatókönyv díja: Chronic – forgatókönyvíró: Michel Franco

### Un Certain Regard
- Un Certain Regard-díj: Hrútar (Kosok) – rendező: Grímur Hákonarson
- A zsűri díja: Zvizdan – rendező: Dalibor Matanić
- A rendezés díja: Kisibe no tabi – rendező: Kuroszava Kijosi
- Egy bizonyos tehetség díja: Comoara (A kincs) – rendező: Corneliu Porumboiu
- A jövő díja (megosztva):
  - Masaan – rendező: Neeraj Ghaywan
  - Nahid – rendező: Ida Panahandeh

### Rövidfilmek
- Arany Pálma (rövidfilm): Waves ’98 – rendező: Ely Dagher
- A zsűri külön dicsérete (rövidfilm):

### Cinéfondation
- A Cinéfondation első díja: Share – rendező: Pippa Bianco
- A Cinéfondation második díja: Locas perdidas – rendező: Ignacio Juricic Merillán
- A Cinéfondation harmadik díja (megosztva):
  - Victor XX – rendező: Ian Garrido López
  - Vozvrascsenie Erkina – rendező: Maria Guszkova

### Arany Kamera
- Arany Kamera: La tierra y la sombra[30] – rendező: César Augusto Acevedo

### Egyéb díjak
- Tiszteletbeli Pálma: Agnès Varda
- FIPRESCI-díj:
  - Saul fia – rendező: Nemes Jeles László
  - Masaan[31] – rendező: Neeraj Ghaywan
  - Paulina[30] – rendező: Santiago Mitre
- Technikai nagydíj: Zányi Tamás – Saul fia
- Cannes-i Filmzene díj: Hou Hsziao-hszien (Hou Hsiao-hsien) zeneszerző – Nie jin niang (聶隱娘, Nie yin niang) Gyilkos csapás
- Ökumenikus zsűri díja: Mia madre – rendező: Nanni Moretti
- Ökumenikus zsűri külön dicsérete:
  - La loi du marché (Mennyit ér egy ember?) – rendező: Stéphane Brizé
  - Taklub – rendező: Brillante Mendoza
- François Chalais-díj: Saul fia – rendező: Nemes Jeles László
- Arany Szem: Allende, mi abuelo Allende[32] – rendező: Marcia Tambutti Allende
- Arany Szem külön dicséret: Jag är Ingrid – rendező: Stig Björkman
- Queer Pálma: Carol – rendező: Todd Haynes
- Chopard Trófea: Lola Kirke, Jack O’Connell